# Барнс, Бен
Бе́нджамин То́мас (Бен) Барнс (англ. Benjamin Thomas "Ben" Barnes; род. 20 августа 1981 года, Лондон) — английский актёр кино, телевидения и театра и певец. Известен по ролям в фильмах и сериалах «Хроники Нарнии: Принц Каспиан», «Хроники Нарнии: Покоритель Зари», «Дориан Грей», «Седьмой сын», «Мир Дикого Запада», «Тень и Кость» и «Кабинет редкостей Гильермо дель Торо». Номинант премий Teen Choice Awards, MTV Movie Awards и Премии Гильдии киноактёров США.

## Ранние годы и образование
Бен родился 20 августа 1981 года в Лондоне. Отец Томас Барнс — профессор психиатрии Имперского колледжа Лондона, специализирующийся на шизофрении, мать Триша Барнс — брачный терапевт и консультант по вопросам семьи и брака. Есть младший брат Джек.
Бен учился в Кингстонском университете, закончив его в 2004 году со степенью бакалавра по английской литературе и драме, а также работал в Национальном музыкальном молодёжном театре с 1997 по 2003 год.

## Карьера

### Актёрская карьера
В 15 лет Бен впервые выступил в Национальном музыкальном молодёжном театре в адаптации мюзикла «Багси Мэлоун». Дальше последовали роли во многих спектаклях и участие в радиопостановке BBC Radio «Дэвид Копперфильд». Свою экранную карьеру он начинал с маленьких ролей в английских телевизионных шоу. В 2006 году Бен получил роль Дэйкина в спектакле «Любители истории», который был тепло встречен критиками и получил премию «Тони» за лучшую пьесу.
В 2007 году Бен снялся в двух проектах: голливудском фэнтези «Звёздная пыль», где исполнил небольшую роль юного Данстана Торна, и независимом кино «Больше Бена», где сыграл русского эмигранта Павла Тетерского, по кличке Собакка. После того, как ему предложили кинороль принца Каспиана, Бен расторг контракт с театром и подписал контракт с Walt Disney Pictures и Walden Media на три фильма. В 2008 году после выхода на экраны «Хроники Нарнии: Принц Каспиан» Бен стал известен не только в своей стране, но и за её пределами. Несмотря на то, что он уже появлялся на большом экране в «Звёздной пыли», широкой публике он стал известен именно благодаря роли принца Каспиана, a авторитетная газета The Telegraph назвала его «новым принцем Голливуда». В 2010 году на экраны вышла картина «Хроники Нарнии: Покоритель Зари», оба фильма были коммерчески успешными.
В 2008 году вышла романтическая комедия «Лёгкое поведение», ремейк одноимённого фильма Альфреда Хичкока, где Бен Барнс сыграл Джона Уиттейкера, англичанина, скоропалительно женившегося на американке. Когда молодые приезжают в отчий дом, между матерью и женой Уиттейкера разворачивается настоящая война. В 2009 году состоялась премьера современной экранизации произведения Оскара Уайльда «Портрет Дориана Грея» режиссёра Оливера Паркера, в которой Бен сыграл главную роль. С 28 сентября 2010 года по 15 января 2011 года участвовал в пьесе «Пение птиц» в Театре Комедии Гарольда Пинтера в Вест-Энде, игра Бена получила хорошие отзывы от театральных критиков: «Бен Барнс, как лейтенант Стивен Рейсфорд — высокий, темный, беспокойный и нервный, идеально подходит для роли».
В 2011 году на экраны выходит «Убить Боно», по автобиографии журналиста газеты The Telegraph, песни в фильме Бен исполнил сам, Sony Music Entertainment выпустила альбом с саундтреками. В 2012 году сыграл в драме «Слова», картина повествует о судьбах трёх писателей, которые тесно переплетены между собой. 
В 2014 году вышла мелодрама «Джеки и Райан», в которой Бен исполнил несвойственную ему роль — бродяги, критики высоко оценили музыкальные способности Бена: «Для меня стал откровением Бен Барнс, который как я думал, профессиональный певец, получивший роль в фильме». В это же году снялся в фильме Сергея Бодрова-старшего «Седьмой сын», где исполнил ученика ведьмака — Тома Уорда. Роль учителя досталась Джеффу Бриджесу, который, по признанию Бена, является одним из его любимых актёров. В 2015 году сыграл революционера Сэмюэла Адамса в историческом сериале «Сыны свободы», игра актёров и атмосфера были оценены положительно, но было отмечено, что некоторые события, показанные в сериале, вызывают сомнения с точки зрения их исторической достоверности.
В сентябре 2016 года было объявлено, что Бен получил роль Билли Руссо в сериале «Каратель», основанном на комиксах издательства Marvel Comics. Первый сезон сериала вышел в ноябре 2017 года.
В 2019 году вышел сериал «По расчёту», где Бен исполнил роль Бенджамина Грина, у которого роман с состоятельной женщиной на 25 лет старше него.
В 2019 году Netflix анонсировал съемки сериала «Тень и кость» по роману американской фентези-писательницы Ли Бардуго. В 23 апреля 2021 сериал появился в официальной выкладке, где Бен исполнил роль предводителя Второй Армии, могущественного Дарклинга.

### Музыкальная карьера
Бен пел в группе Hyrise и в 2004 году принимал участие в составе этой группы в британском отборе на конкурс «Евровидение». Бен является исполнителем саундтреков в фильмах: «Легкое поведение», «Убить Боно», «Слова» и «Джеки и Райан». Бен также играет на барабанах и фортепиано. В ранние годы часто использовал эти умения в Национальном музыкальном молодёжном театре, сейчас это одно из его хобби. 17 сентября 2021 года вышел сингл «11:11».

### Другие проекты
Бен является лицом аромата Uomo известной компании Salvatore Ferragamo, компания также выпустила несколько рекламных роликов с ним в главной роли. В 2016 году Бен снялся в клипе-ремейке The Black Eyed Peas «Where Is the Love?», а в 2017 в клипе Mt.Wolf «Soteria».
Бен — попечитель британского благотворительного фонда Make a Wish, который занимается исполнением желаний тяжелобольных детей.

## Фильмография
| Кино              | Кино | Кино                                     | Кино                                                     | Кино                                            |
| Год               |      | Название на русском                      | Название на английском                                   | Роль                                            |
| ----------------- | ---- | ---------------------------------------- | -------------------------------------------------------- | ----------------------------------------------- |
| 2007              | ф    | Больше Бена                              | Bigga Than Ben                                           | Собакка                                         |
| 2007              | ф    | Звёздная пыль                            | Stardust                                                 | молодой Данстан Торн                            |
| 2008              | ф    | Хроники Нарнии: Принц Каспиан            | The Chronicles of Narnia: Prince Caspian                 | принц Каспиан                                   |
| 2008              | ф    | Легкое поведение                         | Easy Virtue                                              | Джон Уиттейкер                                  |
| 2009              | ф    | Дориан Грей                              | Dorian Gray                                              | Дориан Грей                                     |
| 2010              | ф    | Прощание(фильм)                          | Locked In                                                | Джош Сойер                                      |
| 2010              | ф    | Хроники Нарнии: Покоритель Зари          | The Chronicles of Narnia: The Voyage of the Dawn Treader | принц Каспиан                                   |
| 2011              | ф    | Убить Боно                               | Killing Bono                                             | Нил Маккормик                                   |
| 2012              | ф    | Слова                                    | The Words                                                | молодой человек                                 |
| 2013              | ф    | Большая свадьба                          | The Big Wedding                                          | Алехандро Гриффин                               |
| 2014              | ф    | Джеки и Райан                            | Jackie & Ryan                                            | Райан Бреннер                                   |
| 2014              | ф    | Знает только Бог                         | By the Gun                                               | Ник Тортано                                     |
| 2014              | ф    | Седьмой сын                              | Seventh Son                                              | Том Уорд                                        |
| 2023              | ф    | Критик                                   | The Critic                                               | Стивен Уайли                                    |
| Телевидение       |      |                                          |                                                          |                                                 |
| Год               |      | Название на русском                      | Название на английском                                   | Роль                                            |
| 2006              | с    | Врачи(сериал)                            | Doctors                                                  | Крэйг Анвин                                     |
| 2006              | тф   | Расколотое решение                       | Split Decision                                           | Крис Уилбур                                     |
| 2015              | тф   | На виду                                  | Exposed                                                  | Стойя                                           |
| 2015              | с    | Сыны свободы                             | Sons of Liberty                                          | Сэмюэл Адамс                                    |
| 2016              | с    | Мир Дикого запада                        | Westworld                                                | Логан Делос                                     |
| 2017—2019         | с    | Каратель                                 | The Punisher                                             | Билли Руссо / Джигсо                            |
| 2019              | с    | По расчёту                               | Gold Digger                                              | Бенджамин Грин                                  |
| 2021—2023         | с    | Тень и кость                             | Shadow and Bone                                          | Генерал Кириган, «Дарклинг» / Александр Морозов |
| 2022              | с    | Кабинет редкостей Гильермо дель Торо     | Guillermo del Toro’s Cabinet of Curiosities              | Уильям Тёрбер                                   |
| 2023              | с    | Чёрное зеркало                           | Black Mirror                                             | Мак в сериале (серия «Ужасная Джоан»)           |
| Компьютерные игры |      |                                          |                                                          |                                                 |
| Год               |      | Название на русском                      | Название на английском                                   | Роль                                            |
| 2008              | ки   | The Chronicles of Narnia: Prince Caspian | The Chronicles of Narnia: Prince Caspian                 | Каспиан X                                       |
| Музыкальные клипы |      |                                          |                                                          |                                                 |
| Год               |      | Исполнитель                              | Песня                                                    | Роль                                            |
| 2016              | тф   | The Black Eyed Peas                      | Where Is the Love?                                       |                                                 |
| 2020              | тф   | Mt. Wolf                                 | Soteria                                                  |                                                 |
|                   | тф   |                                          | Оригинальное название неизвестно                         |                                                 |

### Избранные театральные работы
| Год       | Название         | Роль            | Театр                                     | Источники     |
| --------- | ---------------- | --------------- | ----------------------------------------- | ------------- |
| 1997      | Багси Мэлоун     | Барабанщик      | Национальный музыкальный молодёжный театр | [ 8 ]         |
| 2001      | Сновидения       | Александр       | Национальный музыкальный молодёжный театр | [ 67 ]        |
| 2006—2007 | Любители истории | Дэйкин          | Театр Уиндема                             | [ 11 ] [ 20 ] |
| 2010—2011 | Пение птиц       | Стивен Рейсфорд | Театр комедии                             | [ 29 ] [ 30 ] |

## Дискография

### Альбомы
| Год  | Песня          | Альбом        |
| ---- | -------------- | ------------- |
| 2021 | «11:11»        | Songs For You |
| 2021 | «Rise Up»      | Songs For You |
| 2021 | «Pirate Song»  | Songs For You |
| 2021 | «Not the End»  | Songs For You |
| 2021 | «Ordinary Day» | Songs For You |

| Название       | Год  | Альбом                  |
| -------------- | ---- | ----------------------- |
| «11:11»        | 2021 | Songs For You           |
| «Beloved»      | 2024 | Where The Light Gets In |
| «Nevermind»    | 2024 | Where The Light Gets In |
| «Slow It Down» | 2025 | Where The Light Gets In |

### Саундтреки
| Год  | Альбом           | Роль                | Кол.т. |
| ---- | ---------------- | ------------------- | ------ |
| 2008 | Лёгкое поведение | Вокалист            | 3      |
| 2011 | Убить Боно       | Вокалист            | 10     |
| 2012 | Слова            | Вокалист            | 1      |
| 2015 | Джеки и Райан    | Вокалист и гитарист | 9      |

### Неизданные треки
| Год  | Песня         | Коллектив |
| ---- | ------------- | --------- |
| 2004 | Leading me on | Hyrise    |

## Награды и номинации
По данным сайта IMDb
| Год  | Награда                        | Категория                                       | Работа                          | Результат |
| ---- | ------------------------------ | ----------------------------------------------- | ------------------------------- | --------- |
| 2008 | Teen Choice Awards             | Лучшее исполнение мужской роли в фильме         | Хроники Нарнии: Принц Каспиан   | Номинация |
| 2008 | National Movie Awards          | Лучшее исполнение мужской роли в фильме         | Хроники Нарнии: Принц Каспиан   | Номинация |
| 2009 | MTV Movie Awards               | Лучший прорыв                                   | Хроники Нарнии: Принц Каспиан   | Номинация |
| 2011 | National Movie Awards          | Лучшее исполнение года                          | Хроники Нарнии: Покоритель Зари | Номинация |
| 2017 | Премия Гильдии киноактёров США | Лучший актёрский состав в драматическом сериале | Мир Дикого запада               | Номинация |